# Giờ Bình Nhưỡng
Giờ Bình Nhưỡng đi trước 9 tiếng so với Giờ phối hợp quốc tế (UTC+9) và là múi giờ tiêu chuẩn ở Bắc Triều Tiên kể từ ngày 15 tháng 8 năm 2015. Vào giữa đêm (00:00) UTC, thì sẽ là 9:00 sáng (09:00) Giờ Bình Nhưỡng. Cũng như Hàn Quốc, Bắc Triều Tiên không sử dụng quy ước giờ mùa hè.

## Lịch sử
Đế quốc Đại Hàn sử dụng giờ tiêu chuẩn lần đầu tiên tương tự như Giờ tiêu chuẩn Bình Nhưỡng vào khoảng đầu thế kỷ 20. Một số nguồn tài liệu cho rằng đó là năm 1908, nguồn khác cho rằng là năm 1912 và nguồn khác nữa cho rằng giờ tiêu chuẩn quy ước được dùng trước năm 1908 và múi giờ UTC+08:30 được dùng từ ngày 1 tháng 4 năm 1908 đến ngày 31 tháng 12 năm 1911 và sử dụng một lần nữa từ ngày 21 tháng 3 năm 1954 đến ngày 9 tháng 8 năm 1961. Triều Tiên bị sáp nhập vào Đế quốc Nhật Bản vào năm 1910.
Năm 1912, chính phủ thực dân thay đổi múi giờ sang UTC+09:00 để trùng với Giờ chuẩn Nhật Bản.
Ngày 5 tháng 8 năm 2015, chính quyền Bắc Triều Tiên quyết định trở lại UTC+08:30, có hiệu lực từ ngày 15 tháng 8 năm 2015, và nói rằng tên chính thức sẽ là Giờ Bình Nhưỡng. Chính phủ Bắc Triều Tiên ra quyết định này để phủ nhận chủ nghĩa đế quốc Nhật Bản; sự thay đổi múi giờ có hiệu lực vào ngày kỷ niệm 70 năm ngày kết thúc sự chiếm đóng của Nhật tại Triều Tiên.
Ngày 5 tháng 5 năm 2018, Cộng hòa Dân chủ Nhân dân Triều Tiên chỉnh lại múi giờ thành UTC+09:00 để cùng thống nhất với Giờ chuẩn Hàn Quốc, theo đó bán đảo Triều Tiên sẽ chỉ còn một múi giờ nhằm thể hiện sự hòa giải sau Hội nghị thượng đỉnh liên Triều 2018 giữa lãnh đạo hai quốc gia.